# 馬敭
馬敭（1487年—？），字抑之，河南汝寧府上蔡縣人，民籍，明朝政治人物。

## 生平
河南鄉試第二十一名舉人。正德十六年（1521年）中式辛巳科會試第三百二十一名，登第三甲第一百四十八名進士。历官兵部职方司主事，嘉靖七年（1528年）正月改任南京山东道监察御史，十年十二月与其他南京御史乔英、陈洙、李祥、佘勉学、刘志仁、李松、何宏、陈府、宋宜等人一起弹劾陕西三边总制王琼，被锦衣卫逮至北京镇抚司讯问。後任户部郎中，十八年升任苏州府知府，十九年十二月京察被黜为民。

## 家族
曾祖馬驥，曾任布政司左參議；祖父馬瑄，曾任醫官；父馬昇，曾任知州。母張氏。慈侍下。兄马鰲、马敷。